# Nannophryne variegata
Nannophryne variegata är en groddjursart som beskrevs av Günther 1870. Nannophryne variegata ingår i släktet Nannophryne och familjen paddor. IUCN kategoriserar arten globalt som livskraftig. Inga underarter finns listade i Catalogue of Life.